# 刘茂 (十六国)
刘茂（？—352年），十六国后赵、冉魏大臣。
319年，石勒派刘茂和左长史王修、向汉皇帝刘曜献俘告捷，刘曜派兼司徒郭汜授石勒为太宰、领大将军，晋升爵位为赵王，出入如同曹操辅佐汉室的旧制。拜王修和他的副将刘茂为将军，封为列侯。王修的舍人曹平乐对刘曜说，大司马石勒心怀叵测，将要袭击陛下。刘曜相信了曹平乐的话，命人追回郭汜，在街市上杀了王修。三月，石勒回到襄国。刘茂逃回，告知王修被杀。石勒大怒，于是和刘氏决裂，诛杀曹平乐三族，建立后赵。刘茂到冉魏建立官至司徒。352年四月，魏皇帝冉闵不听大将军董闰、车骑将军张温的劝谏，准备与前燕交战。刘茂和特进郎闿说：“陛下这次出征，定是有去无回，我们为何要坐等被杀之辱！”于是他们俩都自杀身亡。